# R-Type III
R-Type III: The Third Lightning es un videojuego de matamarcianos con scroll horizontal desarrollado por Irem y publicado originalmente en 1993 para Super Nintendo. En 2004, tuvo una conversión para Game Boy Advance y la versión para SNES fue distribuida digitalmente en la Consola Virtual de Wii a partir de 2006, aunque en marzo de 2012 fue retirada de la Consola Virtual de Japón y de Europa.

## Descripción
R-Type III fue el primer juego de la serie en introducir nuevas "Fuerzas". Además de la Fuerza original (que ahora se denominaba Round Force, y luego en R-Type Delta, Standard Force), el jugador podía elegir entre otras dos Fuerzas: la Shadow Force y la Cyclone Force. Ambas traían nuevos sets de distintas armas y mejoras especiales.
También se refinó el sistema de armas y de carga. Se retornó al sistema de armas original de rojo-azul-amarillo, y el Diffusion Wave Cannon de R-Type IIfue remplazado por un cañón de ondas más estándar. Al cargar este cañón hasta su potencia máxima se podía disparar un poderoso rayo que atraviesa todos los enemigos y obstáculos.
Se añadió una nueva arma denominada Hyper Wave Cannon que el jugador podía usar en vez del cañón de ondas normal si lo deseaba. Conmutando al modo Hyper y sobrecargando el cañón de ondas, la nave obtenía la capacidad temporal de usar el Hyper Wave Cannon, que era el único entre los cañones de ondas que tenía la capacidad de fuego rápido. Los disparos hechos creaban dañinas explosiones, y si el jugador había recogido uno o dos Bits, estos giraban alrededor de la nave ardiendo con energía. Sin embargo, este modo Hyper hace que la nave se sobrecaliente al poco tiempo, necesitando posteriormente pasar unos segundos enfriándose con el cañón de ondas inoperativo entretanto.
El caza de R-Type III es identificado en R-Type Final como el R-9Ø Ragnarök; originalmente era denominado 'R-90'. De hecho, el R-90 original dio lugar a tres naves distintas en R-Type Final: el R-9S Strike Bomber tiene la unidad básica Standard Force y el primer cañón de ondas, identificado como Mega Wave Cannon; la versión final del R-90 tiene la Shadow Force y el Hyper Wave Cannon, pero no puede elegir su Fuerza o conmutar entre cañones de ondas; finalmente, el R-9Ø2 Ragnarok II tiene la Cyclone Force y el Giga Wave Cannon que puede cargarse a través de 7 rondas. Puede asumirse que esto se hizo así porque el R-90 original sería demasiado poderoso para que el juego representase algún tipo de desafío.
Enemies:
Crack, 
Gains, 
Cannon, 
Blaster, 
Oberos, 
Kayberos, 
Cytron.
Stages And Bosses:   
Stages: 	                   =       Bosses 
Catapult Dimension  =	    Guard Ray 
Acid Creatures 	    =         Necrosaur 
Heavy Metal Corridor= 	   Course Crab 
Fire Cask Factory   =	       Recojunator, Creature 666 
Bionics Laboratory  =	     Phantom Cell 
Galaxy of Abyss     = 	     Mother Bydo

## Versiones
Una diferencia notable entre las versiones japonesas y occidentales es el jefe de fase al final del nivel 2: en la versión japonesa, el jugador es atacado en este punto por enormes criaturas con forma de espermatozoide, mientras que en la otra versión se remplazan estas criaturas por globos oculares que aún conservan la forma de espermatozoide.

## Lanzamiento
R-Type III fue lanzado originalmente solo para Super Nintendo en 1993, pero fue porteado para la Game Boy Advance por Raylight Studios.
La versión de SNES fue lanzado para la Consola Virtual de Wii, pero fue retirado en 30 de marzo en Japón, en 31 de marzo de 2012 en Europa y en 2 de enero de 2013 en Estados Unidos.
Como en CES de 2018, Retro-bit ha anunciado que volverán a lanzar R-Type III: The Third Lightning así como sus otras entregas en un multicart que se lanzó en mayo de 2018 con una Edición Standard y una Edición de Colección Limitada.

## Recibimiento
Electronic Gaming Monthly consideró a R-Type III: The Third Lightning como el "Mejor shooter de 1994".